# Ланглуа, Анри
Анри́ Ланглуа́ (фр. Henri Langlois; 13 ноября 1914, Измир, Османская империя — 13 января 1977, Париж) — французский энтузиаст кино, один из основателей Французской синематеки и её директор в течение долгого времени.

## Деятельность
Синематека была основана в 1936 году усилиями Ланглуа, Жоржа Франжю, Поля-Огюста Арле и Жана Митри как некоммерческая организация, целью которой является сохранение, реставрация и демонстрация фильмов. С момента основания Синематеки Ланглуа был её директором. В 1938 году он принял участие в основании Международной федерации киноархивов.
В послевоенное время Ланглуа стал влиятельной фигурой в кругу молодых критиков и кинематографистов — частых посетителей Синематеки, которые вскоре стали известны, как «Новая волна» (фр. Nouvelle vague). Подчёркивая влияние Ланглуа, их иногда называют «Детьми Синематеки» (фр. Les enfants de la cinémathèque).
В 1968 году накануне студенческих волнений в Париже французский министр культуры Андре Мальро попытался сместить Ланглуа с поста директора Синематеки. Действия Мальро вызвали протест со стороны французских и зарубежных кинематографистов, включая деятелей «Новой волны». Под давлением общественности Мальро отменил своё решение, и Ланглуа остался на должности.

## Признание
В настоящее время Ланглуа как пионер архивного дела в кино признаётся одним из важнейших деятелей в истории кинематографа. В 1974 году он был удостоен почётного «Оскара» за свою работу. Имя Ланглуа носит площадь в XIII округе Парижа.
Ещё в 1970 году был выпущен англоязычный документальный фильм Henri Langlois. В 2005 году режиссёром Жаком Ришаром был создан ещё один фильм о деятельности Ланглуа — The Phantom of the Cinémathèque, включающий интервью с его друзьями и коллегами. Из игровых фильмов с именем директора Синематеки связаны «Украденные поцелуи» (1968), которые режиссёр Франсуа Трюффо посвятил Ланглуа, а также «Мечтатели» (2003) Бернардо Бертолуччи, где использована кинохроника событий мая 1968 года.